# Cuité de Mamanguape
Cuité de Mamanguape é um município brasileiro do estado da Paraíba, localizado na Região Geográfica Imediata de João Pessoa. De acordo com o IBGE (Instituto Brasileiro de Geografia e Estatística), no ano de 2022 sua população estimada foi de 6.251 habitantes. Sua área territorial é de 107,680 km².